# Exopalpus demoticoides
Exopalpus demoticoides är en tvåvingeart som först beskrevs av Brauer och Julius Edler von Bergenstamm 1889.  Exopalpus demoticoides ingår i släktet Exopalpus och familjen parasitflugor.
Artens utbredningsområde är Colombia. Inga underarter finns listade i Catalogue of Life.